# Babacar Ndiaye (1974)
Pour les articles homonymes, voir N'Diaye.
Ne doit pas être confondu avec Babacar Ndiaye.
Babacar Ndiaye  est un homme d'affaires sénégalais, né le 21 juillet 1974 à Rufisque. Il est le président du club sénégalais de football Teungueth FC.

## Biographie
Babacar Ndiaye est un homme d'affaires sénégalais et dirigeant sportif né le 21 juillet 1974 à Rufisque. 

### Parcours académique et professionnel
Ayant eu un  baccalauréat scientifique à l'Institut Sainte Jeanne d'Arc, Babacar Ndiaye est diplômé de l'université Paris-XII  d'une maîtrise en management (expertise en gestion d'entreprise) et d'un MBA en finance à Woodbury University de Los Angeles (Spécialisation en finance internationale). 
Il a une expérience professionnelle riche dans le monde des affaires. Babacar Ndiaye a travaillé à Air France Los Angeles, Toyota Los Angeles, Shell Sénégal et Shell Europe (Responsable projet).
Babacar Ndiaye est un leader dans le affaires énergétique en Afrique de l'ouest. Il a occupé le poste de directeur commercial Oryx Sénégal, directeur Oryx Nigeria et Gambie.

### Dirigeant sportif
En parallèle avec ses activités dans le monde des affaires, Babacar Ndiaye est un dirigeant sportif sénégalais. Il est le président fondateur de Teungueth FC qui est né des cendres de Diokoul FC, un club de Rufisque qui évolué en 2011 en National 2. Babacar Ndiaye a réussi à révolutionner le club rufisquois avec une accession fulgurante de la National 2 en Ligue 1 sur 5 ans.
Après avoir été champion du Sénégal en 2021, Babacar Ndiaye est le premier dirigeant sportif sénégalais à réussir à se qualifier en phase de groupe de Ligue des champions CAF depuis 15 ans avec l'élimination historique du Raja Casablanca.

### Présidence de la Ligue sénégalaise de football professionnel
Vice-président de la Ligue sénégalaise de football professionnel après avoir été candidat à 2021 avant de se retirer au profit de Mouhamadou Djibril Wade (président ASC Niarry Tally), Babacar Ndiaye est de nouveau candidat officiel pour les élections de 2025 à la tête de la Ligue sénégalaise de football professionnel. Après les élections organisées le 29 juillet 2025, Babacar Ndiaye succède à Mouhamadou Djibril Wade et est élu président de la Ligue sénégalaise de football professionnel,.